# Lucien Goldmann
Lucien Goldmann (ur. 20 lipca 1913 w Bukareszcie, zm. 8 października 1970 w Paryżu) – filozof francuski, przedstawiciel strukturalizmu genetycznego.

## Życiorys
Goldmann studiował literaturę i prawo w Bukareszcie, które to studia kontynuował następnie w Wiedniu, Zurychu i Paryżu (od 1934). W okresie wojny przebywał w Szwajcarii, współpracując z Jeanem Piagetem, a następnie przeniósł się do Paryża, gdzie mieszkał do śmierci.
W latach 1946–1959 pracownik paryskiego Centre National de la Recherche Scientifique. W 1956 r. otrzymał doktorat ès lettres na Sorbonie; od 1956 był profesorem paryskiej École Pratique des Hautes Études. Od 1961 r. zatrudniony na stanowisku profesora i kierował badaniami w zakresie socjologii literatury w Instytucie Socjologii na Université Libre w Brukseli. Aktywny badacz i organizator badań; wydawał kolejne tomy ze spotkań międzynarodowych poświęconych socjologicznym badaniom literatury i sztuki.
Uważany był i sam się uważał za ucznia Györgya Lukácsa, w odróżnieniu jednak od którego – mimo przekonań socjalistycznych i zainteresowań politycznych – nie związał się organizacyjnie z ruchem komunistycznym. Myśl Goldmanna wyznaczyły cztery inspiracje teoretyczne: G.W.F. Hegel, Karol Marks, György Lukács, Jean Piaget, a jego stanowisko określa się jako strukturalizm genetyczny.

## Prace
- La communauté humaine et l'univers chez Kant (1948)
- Sciences humaines et philosophie (1953)
- Le Dieu caché. Étiude sur la vision tragique dans les Pensées de Pascal et dans le théâtre de Racine (1955)
- Recherches dialéctiques (1959)
- Pour une sociologie du roman (1964)
- Structures mentales et création culturelle (1970)
- Marxisme et scences humaines (1970)
- Lukács et Heidegger (1973)

### W języku polskim
- Geneza i struktura, [w:] Drogi współczesnej filozofii, Warszawa 1978
- Lukács i Heidegger, [w:] Marksizm XX wieku, część II, Warszawa 1991
- Metoda strukturalno-genetyczna w historii literatury, [w:] Współczesna teoria badań literackich, t. III, Kraków 1976
- Nauki humanistyczne a filozofia, Warszawa 1961
- Przesłanki socjologii powieści, [w:] W kręgu socjologii literatury, t. II, Warszawa 1977
- Socjologia literatury: stan obecny i zagadnienia metodologiczne, [w:] „Pamiętnik Literacki”, zeszyt 1, 1970
- Teatr Geneta – próba badania socjologicznego, [w:] W kręgu socjologii teatru na świecie, Wrocław-Warszawa-raków-Gdańsk-Łódź 1987
- Teatr Gombrowicza, [w:] Gombrowicz i krytycy, Kraków 1984
- Tragiczna wizja świata w teatrze Racine’a, [w:] Antologia współczesnej krytyki literackiej we Francji, Warszawa 1974
- Wzajemne uwarunkowania między społeczeństwem przemysłowym a nowymi formami twórczości literackiej, [w:] Antologia współczesnej estetyki francuskiej, Warszawa 1980
- Z problemów socjologii powieści, [w:] „Współczesność”, nr 19, 1965

### Ważniejsze opracowania
- Michał Głowiński, Lucien Goldmann i socjologia powieści, [w:] tegoż, Porządek, chaos, znaczenie, Warszawa 1968
- Krzysztof Pomian, Przedmowa, [w:] Lucien Goldmann, Nauki humanistyczne a filozofia, Warszawa 1961
- Marek J. Siemek, Goldmann i epistemologia sensotwórczej intersubiektywności, [w:] tegoż, Wolność, rozum, intersubiektywność, Warszawa 2002
- Marek J. Siemek, Goldmann o Lukácsu i Heideggerze, [w:] tegoż, W kręgu filozofów, Warszawa 1984
- S. Żółkiewski, Dwa strukturalizmy, [w:] „Fakty i Myśli”, nr 24, 1965